# Émetteur de Luttange
L'émetteur de Luttange ou de Metz-Luttange est un émetteur de radio et de télévision implanté à Luttange, village situé à l'est de Thionville, en Moselle, à une altitude de 278 m. C'est un pylône haubané d'une hauteur de 243 m.

## Radio FM
Les stations de radio diffusées en modulation de fréquence sont les suivantes :
| Fréquence (en MHz) | Radio          | Puissance  | RDS (PS) |
| ------------------ | -------------- | ---------- | -------- |
| 89.7               | France Musique | 145 kW PAR | MUSIQUE_ |
| 94.5               | France Culture | 145 kW PAR | _CULTURE |
| 99.8               | France Inter   | 145 kW PAR | __INTER_ |
| 106.8              | France Info    | 100 kW PAR | __INFO__ |

## Télévision

### Diffusion numérique
L'émetteur de Luttange a commencé la diffusion en numérique hertzien (DVB-T) le 31 octobre 2007.
La composition des multiplex (R1 à R6) a été remaniée en automne 2005, puis en décembre 2006 et enfin en 2010. Trois opérateurs sont en jeu : opérateur de contenu, opérateur de multiplex et opérateur de diffusion.
Jusqu'au 5 avril 2016

#### Multiplex R1 (canal 36) (diffusé par TDF)
| No | Nom de la chaîne  |
| -- | ----------------- |
| 2  | France 2          |
| 3  | France 3 Lorraine |
| 5  | France 5          |
| 13 | LCP               |
| 19 | France Ô          |
| 33 | Mirabelle TV      |

#### Multiplex R2 (canal 37) (diffusé par Towercast)
| No | Nom de la chaîne |
| -- | ---------------- |
| 8  | D8               |
| 14 | France 4         |
| 15 | BFM TV           |
| 16 | I-Télé           |
| 17 | D17              |
| 18 | Gulli            |

#### Multiplex R3 (canal 31) (diffusé par TDF)
| No | Nom de la chaîne |
| -- | ---------------- |
| 4  | Canal+           |
| 42 | Canal+ Sport     |
| 43 | Canal+ Cinéma    |
| 45 | Planète+         |

#### Multiplex R4 (canal 22) (diffusé par TDF)
| No | Nom de la chaîne |
| -- | ---------------- |
| 6  | M6               |
| 9  | W9               |
| 11 | NT1              |
| 41 | Paris Première   |
| 57 | Arte HD          |

#### Multiplex R5 (diffusé par Towercast)
| No | Nom de la chaîne |
| -- | ---------------- |
| 51 | TF1 HD           |
| 52 | France 2 HD      |
| 56 | M6 HD            |

#### Multiplex R6 (canal 29[2]) (diffusé par Towercast)
| No | Nom de la chaîne |
| -- | ---------------- |
| 1  | TF1              |
| 7  | Arte             |
| 10 | TMC              |
| 12 | NRJ 12           |
| 48 | LCI              |

Depuis le 5 avril 2016
Le 5 avril 2016, la TNT passe à la norme MPEG-4 sur la plupart des chaînes (France Info, LCI et Paris Première sont toujours diffusées en SD). Ce changement marque la disparition des multiplexes R5 et R8 et l'arrivée de deux chaînes gratuites : LCI, qui était jusque-là une chaîne payante et France Info, la chaîne d'information du service public qui a démarré le 1er septembre 2016.
| Multiplex                                                                    | Puissance  | Canal | Polarisation | Diffuseur |
| ---------------------------------------------------------------------------- | ---------- | ----- | ------------ | --------- |
| R1 : France 2, France 3 Lorraine, France 4, France Info et Moselle TV        | 100 kW PAR | 36H   | Horizontale  | towerCast |
| R2 : C8, BFM TV, CNews, CStar et Gulli                                       | 87 kW PAR  | 31H   | Horizontale  | towerCast |
| R3 : Canal+, LCI, Paris Première, Canal+ Sport, Canal+ Cinéma(s) et Planète+ | 79 kW PAR  | 47H   | Horizontale  | TDF       |
| R4 : France 5, M6, Arte, W9 et 6ter                                          | 85 kW PAR  | 22H   | Horizontale  | towerCast |
| R6 : TF1, TMC, TFX, NRJ 12 et LCP                                            | 85 kW PAR  | 29H   | Horizontale  | towerCast |
| R7 : TF1 Séries Films, L'Équipe, RMC Story, RMC Découverte et Chérie 25      | 65 kW PAR  | 39H   | Horizontale  | TDF       |

### Diffusion analogique
La diffusion analogique est arrêtée définitivement dans la nuit du 28 au 29 septembre 2010. Les principaux émetteurs de Lorraine (dont Luttange) ont été remis en marche dans le courant de la nuit, puis les secondaires (réémetteurs dans les zones d'ombres de la région, et principalement sur le massif vosgien) jusqu'à 19h le 29 septembre.
Pour mémoire et historiquement, les anciens canaux de diffusion analogiques sont indiqués sur cette liste des émetteurs de télévision analogiques français, les informations importantes sont les suivantes :
| Chaîne          | Puissance  | Canal | Gamme d'ondes | Polarisation |
| --------------- | ---------- | ----- | ------------- | ------------ |
| TF1             | 590 kW PAR | 37    | UHF           | Horizontale  |
| France 2        | 590 kW PAR | 34    | UHF           | Horizontale  |
| France 3 Metz   | 590 kW PAR | 31    | UHF           | Horizontale  |
| Canal+          | 45 kW PAR  | 5     | VHF           | Verticale    |
| France 5 / Arte | 180 kW PAR | 39    | UHF           | Horizontale  |

Pour combler l'absence de M6 de mars 1987 à décembre 2000 et son arrivée à partir de janvier 2001 sur le canal 6 UHF, BCE (Broadcasting Center Europe, filiale de RTL Group) avait diffusé le signal depuis l'émetteur de Dudelange (Luxembourg) sur son canal historique VHF E-07, qui diffusait les émissions régulières de Télé-Luxembourg de janvier 1955 à décembre 1983.

## Téléphonie mobile et autres transmissions
Le site de diffusion de téléphonie mobile comporte les relais suivants :
- 2G pour Bouygues Telecom, Orange et SFR.
- 3G pour ces 3 opérateurs et Free.
- 4G pour les 4 opérateurs.
- 5G pour Free.

- Bouygues Télécom, Free, SFR et TDF font circuler des données par faisceau hertzien.
- L'opérateur WiMAX IFW transmet une BLR de 3 GHz par le biais du site.